# Meekspechtpapagei
Der Meekspechtpapagei (Micropsitta meeki), auch als Meeks Spechtpapageichen bezeichnet, ist eine Papageienart aus der Gattung der Spechtpapageien (Micropsitta). Er kommt in zwei Unterarten auf den Admiralitätsinseln und den St.-Matthias-Inseln vor. Das Artepitheton ehrt den britischen Vogelsammler Albert Stewart Meek.

## Merkmale
Der Meekspechtpapagei erreicht eine Größe von 10 Zentimetern. Bei der Nominatform Micropsitta meeki meeki ist das Gefieder hauptsächlich grün. Stirn, Scheitel, Wangen und die vorderen Ohrdecken sind graubraun. Hals, Brust, Unterbauch und die Unterschwanzdecken sind gelb mit einer bräunlichen Tönung. Die mittleren Flügeldecken sind schwarz mit breiten grünen Säumen. Die Oberseite der Steuerfedern ist grün. Die Oberseite der äußeren Schwanzfedern ist schwarz mit schmalen grünen Säumen und gelben Spitzen, die Unterseite ist grau mit gelben Spitzen. Der Schnabel ist hornfarben. Um die hellbraune Iris verläuft ein grauer Augenring. Die Füße sind fleischfarben. Die Geschlechter sehen gleich aus, wobei das Weibchen durchschnittlich kleiner ist. Die Jungvögel sind bisher unbeschrieben. Die Unterart Micropsitta meeki proxima sieht der Nominatform ähnlich. Die Kopfseiten sind jedoch heller und mehr gelblich-grau. Die Gelbfärbung am Hals, an der Brust, am Unterbauch und den Unterschwanzdecken kontrastiert mit grünlichen Markierungen. Der Ruf ist ein schrilles zeeee und zeeeep oder ein see-seet und see-sit. Gelegentlich sind weiche zeeet-Pfiffe zu hören.

## Verbreitung
Die Nominatform M. m. meeki lebt auf Manus, Rambutyo und Lou in den Admiralitätsinseln. M. m. proxima ist auf Mussau und Emira in den St.-Matthias-Inseln endemisch.

## Lebensraum
Der Meekspechtpapagei bewohnt Wälder, Gebiete mit hoher Sekundärvegetation sowie Rodungsflächen mit vereinzelten Bäumen. Gelegentlich besucht er Gärten an Dorfrändern oder innerhalb der Dörfer.

## Lebensweise
Der Meekspechtpapagei geht einzeln, paarweise oder in kleinen Gruppen auf Nahrungssuche. Die Nahrung besteht aus Flechten, Pilzen und vermutlich Insekten, Larven, Samen, Blüten und Früchten. Er bevorzugt bestimmte Baumarten, die regelmäßig besucht werden. Der Meekspechtpapagei sucht vermutlich gemeinsame Schlafplätze auf, da die beobachteten Schwärme gegen Abend alle in eine Richtung fliegen. Über das Fortpflanzungsverhalten ist nur wenig bekannt. Die Brutperiode ist unbekannt. Die Nester werden in Termitenbauten an Bäumen errichtet. Der Nesteingang befindet sich im unteren Bereich des Termitenbaus. Von hier aus führt ein Nest-Tunnel hinauf zur Nistkammer.

## Bestand und Gefährdung
Der Meekspechtpapagei wird als örtlich ziemlich häufig beschrieben. BirdLife International stuft ihn in die Kategorie „nicht gefährdet“ (least concern) ein.